# Tournefortia ramosissima
Espèce
Statut de conservation UICN

 NT  : Quasi menacé
Tournefortia ramosissima est une espèce de plantes de la famille des Boraginaceae.

## Publication originale
- Botanische Jahrbücher für Systematik, Pflanzengeschichte und Pflanzengeographie 37: 631. 1906.